# Zápas na Letních olympijských hrách 1936 – muži, volný styl do 66 kg
Zápas ve volném stylu v lehké váze (do 66 kg) probíhal na Letních olympijských hrách 1936 v Berlíně, v Germany Hall. O medaile se utkalo celkem 17 zápasníků.

## Turnajové výsledky
Zápasníci získávají v průběhu bojů záporné body. 5 bodů vyřazuje zápasníka z dalších bojů.

### Kolo 1
| TPP | MPP |                             | Score      |                        | MPP | TPP |
| --- | --- | --------------------------- | ---------- | ---------------------- | --- | --- |
| 0   | 0   | Eiiči Kazama (JPN)          | TF / 14:30 | Václav Brdek (TCH)     | 3   | 3   |
| 1   | 1   | Wolfgang Ehrl (GER)         | 3 - 0      | Gottfried Arn (SUI)    | 3   | 3   |
| 1   | 1   | Harley de Witt Strong (USA) | 2 - 1      | Sadık Soğancı (TUR)    | 2   | 2   |
| 0   | 0   | Göte Melin (SWE)            | TF / 1:18  | Arthur Thompson (GBR)  | 3   | 3   |
| 0   | 0   | Hermanni Pihlajamäki (FIN)  | TF / 5:35  | Jean Lalemand (BEL)    | 3   | 3   |
| 1   | 1   | Paride Romagnoli (ITA)      | 3 - 0      | Dick Garrard (AUS)     | 3   | 3   |
| 1   | 1   | Károly Kárpáti (HUN)        | 3 - 0      | Charles Delporte (FRA) | 3   | 3   |
| 0   | 0   | Aage Meyer (DEN)            | TF / 7:14  | Howard Thomas (CAN)    | 3   | 3   |
| 0   |     | Adalbert Toots (EST)        |            | Bye                    |     |     |

### Kolo 2
| TPP | MPP |                             | Score     |                       | MPP | TPP |
| --- | --- | --------------------------- | --------- | --------------------- | --- | --- |
| 1   | 1   | Eiichi Kazama (JPN)         | 3 - 0     | Adalbert Toots (EST)  | 3   | 3   |
| 1   | 0   | Wolfgang Ehrl (GER)         | TF / 2:04 | Václav Brdek (TCH)    | 3   | 6   |
| 2   | 1   | Harley de Witt Strong (USA) | 3 - 0     | Gottfried Arn (SUI)   | 3   | 6   |
| 3   | 1   | Sadık Soğancı (TUR)         | 3 - 0     | Göte Melin (SWE)      | 3   | 3   |
| 1   | 1   | Hermanni Pihlajamäki (FIN)  | 3 -0      | Arthur Thompson (GBR) | 3   | 6   |
| 1   | 0   | Paride Romagnoli (ITA)      | TF / 3:04 | Jean Lalemand (BEL)   | 3   | 6   |
| 1   | 0   | Károly Kárpáti (HUN)        | TF / 2:45 | Dick Garrard (AUS)    | 3   | 6   |
| 3   | 0   | Charles Delporte (FRA)      | TF / 2:48 | Aage Meyer (DEN)      | 3   | 3   |
| 1   |     | Howard Thomas (CAN)         |           | Bye                   |     |     |

### Kolo 3
| TPP | MPP |                             | Score     |                        | MPP | TPP |
| --- | --- | --------------------------- | --------- | ---------------------- | --- | --- |
| 4   | 1   | Adalbert Toots (EST)        | 3 - 0     | Howard Thomas (CAN)    | 3   | 6   |
| 1   | 0   | Wolfgang Ehrl (GER)         | TF / 2:25 | Eiiči Kazama (JPN)     | 3   | 4   |
| 3   | 1   | Harley de Witt Strong (USA) | 3 - 0     | Göte Melin (SWE)       | 3   | 6   |
| 1   | 0   | Hermanni Pihlajamäki (FIN)  | TF / 8:21 | Sadık Soğancı (TUR)    | 3   | 6   |
| 2   | 1   | Károly Kárpáti (HUN)        | 3 - 0     | Paride Romagnoli (ITA) | 3   | 4   |
| 3   |     | Charles Delporte (FRA)      |           | Bye                    |     |     |
| 3   |     | Aage Meyer (DEN)            |           | DNA                    |     |     |

### Kolo 4
| TPP | MPP |                        | Score     |                             | MPP | TPP |
| --- | --- | ---------------------- | --------- | --------------------------- | --- | --- |
| 3   | 0   | Charles Delporte (FRA) | PA / 4:00 | Adalbert Toots (EST)        | 3   | 7   |
| 5   | 1   | Eiiči Kazama (JPN)     | 2 - 1     | Harley de Witt Strong (USA) | 2   | 5   |
| 2   | 1   | Wolfgang Ehrl (GER)    | 3 - 0     | Paride Romagnoli (HUN)      | 3   | 7   |
| 2   | 0   | Károly Kárpáti (HUN)   | TF / 9:20 | Hermanni Pihlajamäki (FIN)  | 3   | 4   |

### Kolo 5
| TPP | MPP |                            | Score     |                        | MPP | TPP |
| --- | --- | -------------------------- | --------- | ---------------------- | --- | --- |
| 4   | 0   | Hermanni Pihlajamäki (FIN) | TF / 2:50 | Charles Delporte (FRA) | 3   | 6   |
| 3   | 1   | Károly Kárpáti (HUN)       | 2 - 1     | Wolfgang Ehrl (GER)    | 2   | 4   |

### Finále
| TPP | MPP |                      | Score      |                            | MPP | TPP |
| --- | --- | -------------------- | ---------- | -------------------------- | --- | --- |
|     | 1   | Wolfgang Ehrl (GER)  | TF / 12:21 | Hermanni Pihlajamäki (FIN) | 2   |     |
|     |     | Károly Kárpáti (HUN) |            | Bye                        |     |     |

## Finálové pořadí
1. Károly Kárpáti (HUN)
2. Wolfgang Ehrl (GER)
3. Hermanni Pihlajamäki (FIN)
4. Charles Delporte (FRA)
5. Eiiči Kazama (JPN)
6. Harley de Witt Strong (USA)